# Río Arandilla (vattendrag i Spanien, Kastilien och Leon)
Río Arandilla är ett vattendrag i Spanien.   Det ligger i provinsen Provincia de Burgos och regionen Kastilien och Leon, i den centrala delen av landet, 140 km norr om huvudstaden Madrid.